# Edwin Stadelmann

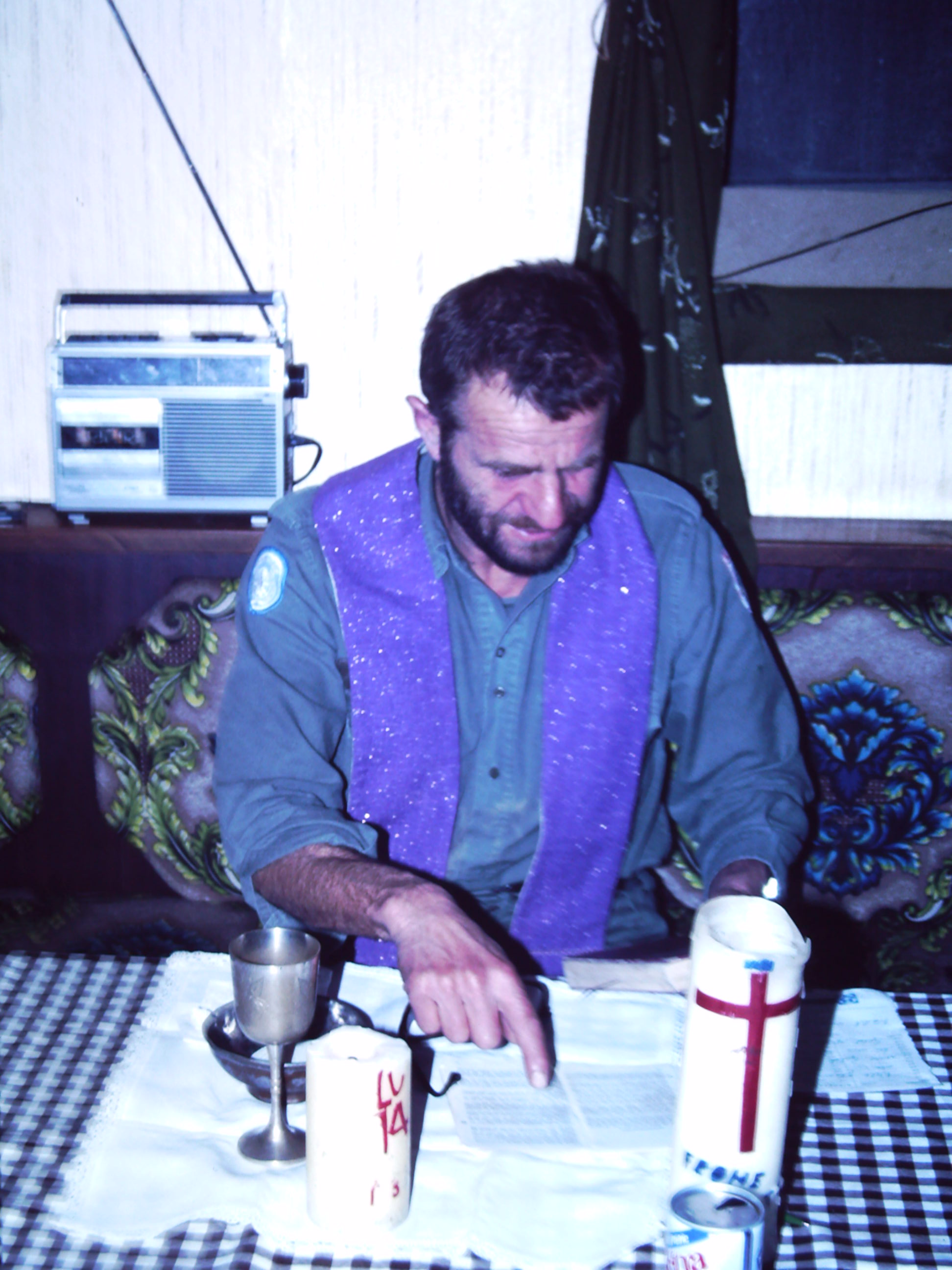
Pater Edwin 1985. Messe auf Position 17 UNDOF AUSBATT Golan Höhen

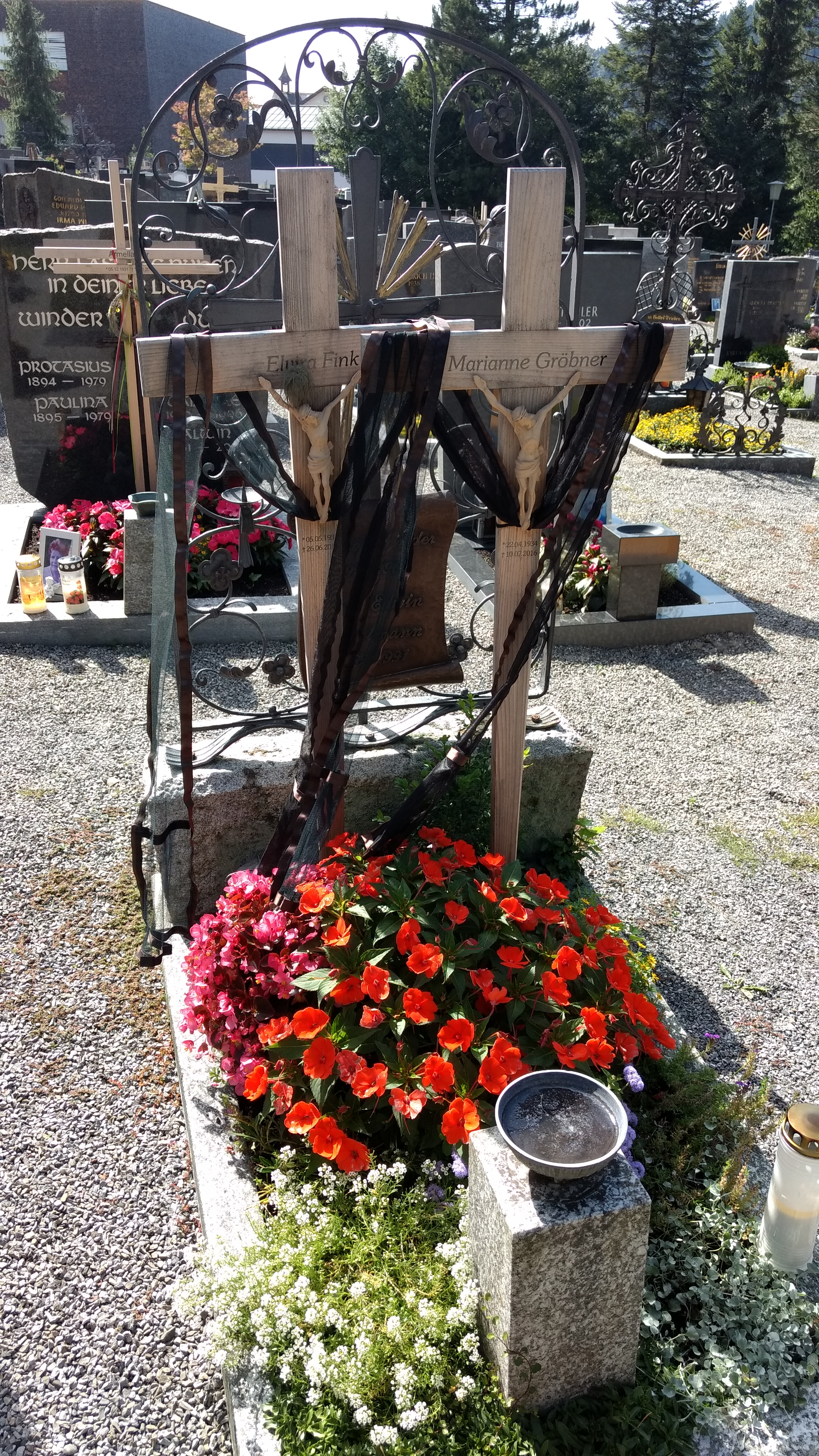
Grab Edwin Stadelmanns am Friedhof Alberschwende

Anton Edwin Stadelmann (* 24. Dezember 1932 in Alberschwende; † 19. August 1991 in Wien) war ein österreichischer Salvatorianer und Militärseelsorger.

## Leben
Anton Edwin Stadelmann trat nach der Matura als Novize in den Orden der Salvatorianer ein und wurde am 26. Juni 1960 zum Priester geweiht. Das Pastoraljahr absolvierte er in Passau und Hamberg. Danach wechselte Pater Edwin nach Wien in die Salvatorianerpfarre, wo er als Seelsorger und Religionslehrer tätig war. Ab 1965 arbeitete Pater Edwin als Gebietsseelsorger für die Katholische Arbeiterjugend (KAJ) sowie als Kaplan in Wien-Kaisermühlen. 1975 meldete sich Pater Edwin erstmals als Militärpfarrer zum österreichischen UN-Truppenkontingent (UNDOF AUSBATT) auf den Golanhöhen in Syrien. Von 1975 bis 1991 war Pater Edwin Stadelmann (mit kurzen Unterbrechungen) zehnmal am Golan (UNDOF/AUSBATT) sowie zweimal auf Zypern (UNFICYP AUSCON) als Militärseelsorger bei den österreichischen UN-Kontingenten tätig. Pater Edwin setzte laut seines Biographen Franz Gruber mit einer Kombination aus religiöser und allgemeiner Betreuung neue Akzente in der Militärseelsorge.
Die Grabstätte von Pater Edwin Stadelmann befindet sich auf dem Friedhof Alberschwende.

## Auszeichnungen
Zum 25. Todestag wurde zu Stadelmanns Ehren von der Vereinigung Österreichischer Peacekeeper – Association of Austrian Peacekeepers die Gedenkmedaille „UNDOF-UNFICYP – Pater Edwin Stadelmann SDS“ ausgegeben.